# O Canto do Mar
O Canto do Mar és una pel·lícula dramàtica brasilera de 1952 dirigida per Alberto Cavalcanti i protagonitzada per Luiz Andrade. Va ser inscrit al 7è Festival Internacional de Cinema de Canes.
El seu estil realista poètic incorpora elements de documental i melodrama. La pel·lícula mostra la migració de famílies lluny de la sequera al nord-est del Brasil i la seva lluita per la supervivència.

## Argument
En una costa nord-est, lloc de transició entre els migrants de les terres rurals que es dirigeixen al sud del Brasil a la recerca de millors condicions de vida, una família pateix la pobresa. La mare es fa responsable de la família, ja que el pare està boig i aïllat de tothom. El fill i la filla, descontents amb la situació i les dificultats, somien amb marxar, però s'enfronten a diverses dificultats

## Repartiment
- Luiz Andrade
- Glauce Bandeira
- Fernando Becker
- Débora Borba
- Margarida Cardoso
- Ernani Dantas
- Alfredo de Oliveira
- Aurora Duarte
- Cacilda Lanuza
- Antônio Martinelli
- Miriam Nunes
- Ruy Saraiva
- Alberto Vilar
- Maria do Carmo Xavier